# Peter Bowles

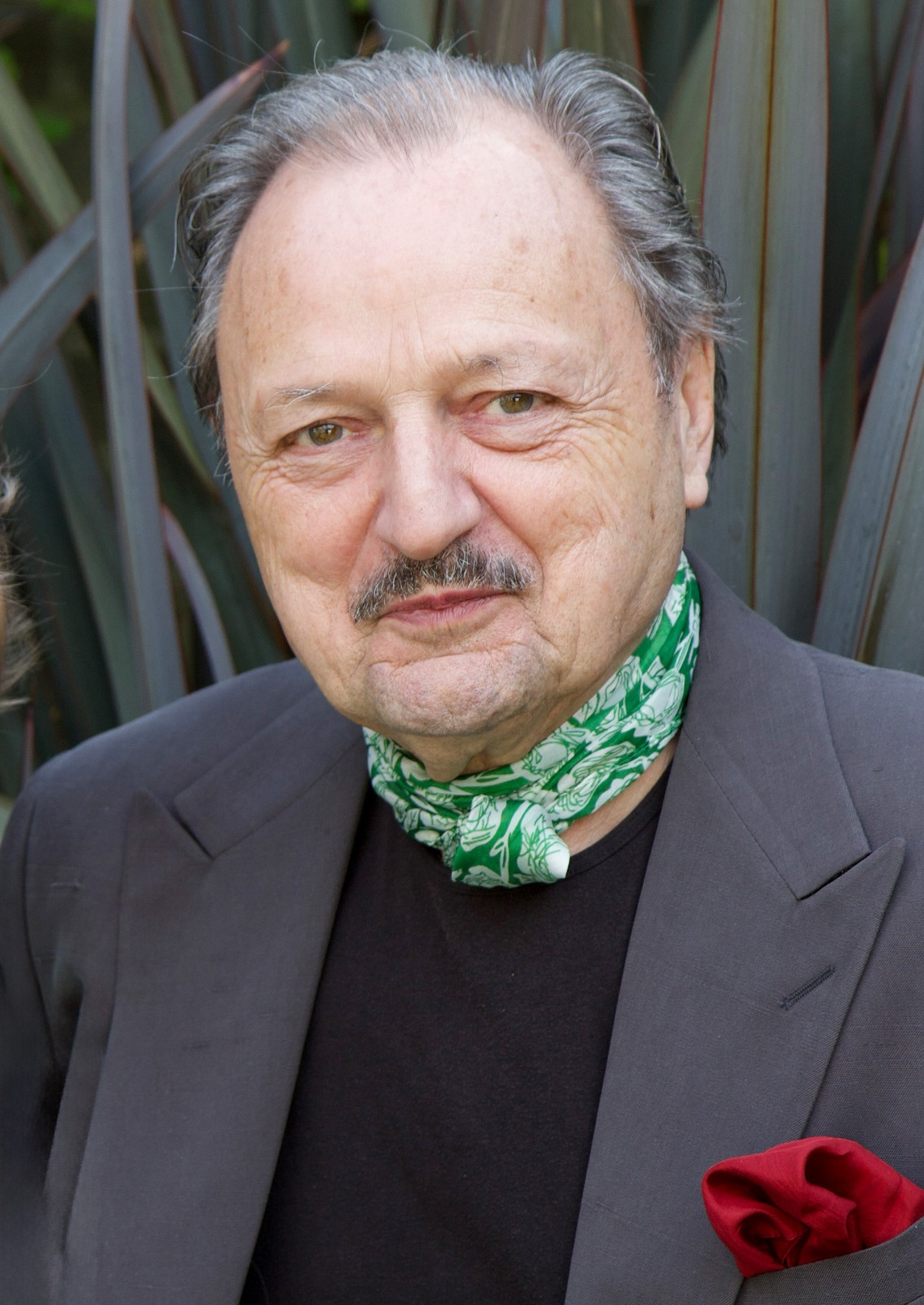
Peter Bowles

Peter John Bowles (* 16. Oktober 1936 in London, England; † 17. März 2022 ebenda) war ein britischer Schauspieler.

## Leben und Karriere
Bowles wuchs als Sohn von Dienstboten auf. Er erhielt ein Stipendium für ein Schauspielstudium an der renommierten Royal Academy of Dramatic Art. Ab 1956 gehörte er zum Ensemble des Londoner Old Vic Theatres und spielte mit renommierten Darstellern wie Laurence Olivier und John Gielgud. Ab Ende der 1950er-Jahre übernahm er Fernsehauftritte, wobei er im folgenden Jahrzehnt in Serien wie Mit Schirm, Charme und Melone und Simon Templar vor allem auf Schurkenrollen – oft als Ausländer – abonniert war. 1966 spielte er eine Nebenrolle als Künstleragent Ron in dem Filmklassiker Blow Up (1966) von Michelangelo Antonioni. Zwei Jahre wirkte er jeweils unter Regie von Tony Richardson in dem satirischen Historienstreifen Der Angriff der leichten Brigade und dem Filmdrama Der Satan mischt die Karten mit.
Einem breiteren Publikum in Großbritannien wurde Bowles ab 1979 durch Hauptrollen in den Fernsehserien To the Manor Born und Only When I Laugh bekannt. Insbesondere die Rolle des neureichen Richard DeVere, der sich ein Schloss anschafft, an der Seite von Penelope Keith in To the Manor Born prägte sein Image nachhaltig. In der erfolgreichen Serie Rumpole von Old Bailey war er zwischen 1978 und 1992 in einer festen Rolle als Sir Guthrie Featherstone zu sehen. In den 1980er-Jahren folgten weitere Hauptrollen in Serien wie The Irish R.M. und Lytton's Diary. Im neuen Jahrtausend spielte Bowles unter anderem Nebenrollen in den Kinofilmen Bank Job und Love’s Kitchen – Ein Dessert zum Verlieben. Von 2016 bis 2019 verkörperte er regelmäßig Arthur, Duke of Wellington, in der Historienserie Victoria. Neben Film- und Fernsehrollen blieb Bowles stets der Bühne verbunden, so spielte er 2018 eine Hauptrolle in einer Bühnenversion von Der Exorzist am Londoner West End. Seinen letzten Filmauftritt hatte er als Geistlicher in der 2021 erschienenen Kinokomödie Off the Rails.
Von 1961 bis zu seinem Tod war Bowles mit Susan Bennett verheiratet. Sie hatten drei Kinder. 2010 veröffentlichte er seine Autobiografie Ask Me if I’m Happy. Er starb im März 2022 im Alter von 85 Jahren an den Folgen einer Krebserkrankung.

## Filmografie (Auswahl)
- 1959: The Last Chronicle of Barset (Fernsehserie, Folge How Did He Get It?)
- 1961: Magnolia Street (Fernsehserie, fünf Folgen)
- 1963: Polizeispitzel X 2 (The Informers)
- 1963: Mit Schirm, Charme und Melone (The Avengers; Fernsehserie, fünf Folgen)
- 1964/67: Simon Templar (The Saint; Fernsehserie, zwei Folgen)
- 1966: Isadora Duncan, the Biggest Dancer in the World (Fernsehfilm)
- 1966: Blow Up (Blowup)
- 1968: Der Angriff der leichten Brigade (The Charge of the Light Brigade)
- 1968: Der Satan mischt die Karten (Laughter in the Dark)
- 1969: Mörder GmbH (The Assassination Bureau)
- 1970: Eyewitness
- 1971: Die 2 (The Persuaders!; Fernsehserie, Folge Element of Risk)
- 1972: A Day in the Death of Joe Egg
- 1972: Mord nach Maß (Endless Night)
- 1973: Sein Leben in meiner Gewalt (The Offence)
- 1973: Tanz der Totenköpfe (The Legend of Hell House)
- 1974: Napoleon and Love (Fernseh-Miniserie, acht Folgen)
- 1975: Mondbasis Alpha 1 (Space: 1999; Fernsehserie, Folge End of Eternity)
- 1976: The Crezz (Fernsehserie, acht Folgen)
- 1976: Ich, Claudius, Kaiser und Gott (I, Claudius; Fernsehserie, Folge Old King Log)
- 1977: Benji in Gefahr (For the Love of Benji)
- 1977: Sein letzter Mord (The Disappearance)
- 1978–1992: Rumpole von Old Bailey (Rumpole of the Bailey; Fernsehserie, 17 Folgen)
- 1979–1982: Only When I Laugh (Fernsehserie, 29 Folgen)
- 1979–1981, 2007 (Special): To the Manor Born (Fernsehserie, 22 Folgen)
- 1981: Vice Versa (Fernsehserie, sieben Folgen)
- 1983–1985: The Irish R.M. (Fernsehserie, 18 Folgen)
- 1985–1986: Lytton’s Diary (Fernsehserie, zwölf Folgen)
- 1987–1988: Executive Stress (Fernsehserie, zwölf Folgen)
- 1988: Afrika, mein Leben (Beryl Markham: A Shadow on the Sun, Fernsehfilm)
- 1989: Trau keinem Schurken (Try This One for Size)
- 1990–1992: Perfect Scoundrels (Fernsehserie, 18 Folgen)
- 1993: Ticket in den Tod (Passport to Murder, Fernsehfilm)
- 1995: Ein ehrenwerter Diebstahl (The Steal)
- 2000: One of the Hollywood Ten
- 2005: Colour Me Kubrick: A True…ish Story
- 2007: Ballet Shoes (Fernsehfilm)
- 2008: Freebird
- 2008: Bank Job (The Bank Job)
- 2008: Agatha Christie’s Poirot – Die vergessliche Mörderin (Third Girl, Fernsehfilm)
- 2011: Love’s Kitchen – Ein Dessert zum Verlieben (Love’s Kitchen)
- 2011: The Sarah Jane Adventures (Fernsehserie, zwei Folgen)
- 2014: Peterman
- 2014: Lilting
- 2016–2019: Victoria (Fernsehserie, 14 Folgen)
- 2018: Together
- 2021: Off the Rails – Entgleist (Off the Rails)